# Gustav Haarmann
Gustav Haarmann (* 30. August 1848 in Witten; † 5. Mai 1911 in Berlin) war ein deutscher Politiker der Nationalliberalen Partei.

## Leben
Gustav Haarmann studierte an der Preußischen Akademie der Künste Berlin, der Rheinischen Friedrich-Wilhelms-Universität Bonn, der Ruprecht-Karls-Universität Heidelberg und der Universität Leipzig Philosophie. 1872 machte er in Leipzig seinen Abschluss und bekam die Doktorwürde verliehen.

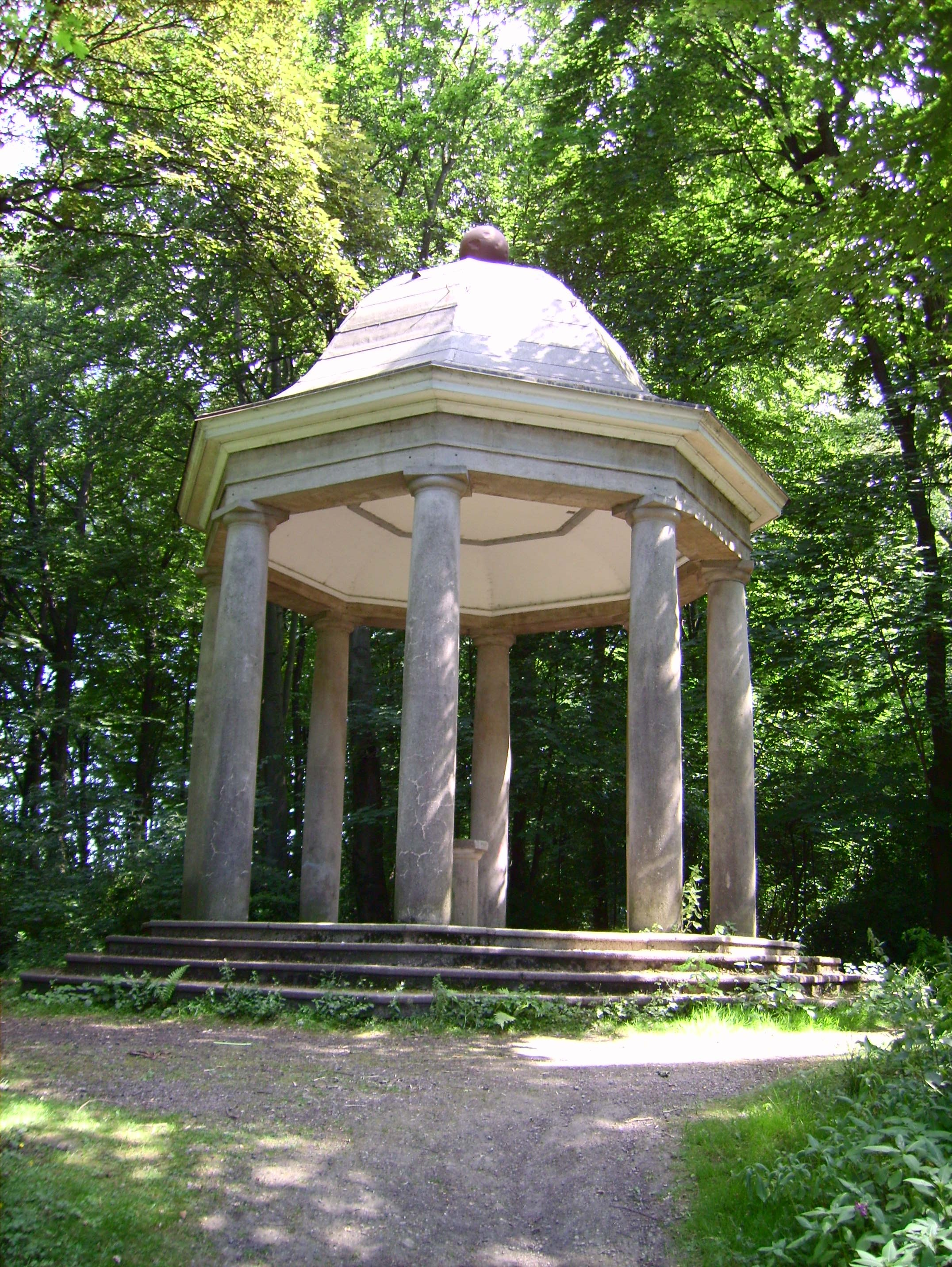
Der 1916 errichtete Haarmannstempel auf dem Hohenstein

Im Anschluss an sein Studium bereiste er Italien, Griechenland, Ägypten und den Nahen Osten. Nach der Rückkehr engagierte er sich in der Stadt Witten und wurde 1874 zum Stadtverordneten und für 1876 und 1877 zum Stadtverordnetenvorsitzenden gewählt. Da ein großer Teil seines Vermögens im Steinkohlebergbau angelegt war, beschloss er, nachdem die Bergbauaktivität in Witten zurückging, ein weiteres Mal zu studieren. So begann er das Studium der Medizin an der Rheinischen Friedrich-Wilhelms-Universität Bonn. 1882 und 1883 machte er sein medizinisches Staatsexamen.
Er verblieb zunächst in Bonn und wurde dort 1887 Stadtverordneter. Gleichzeitig war er in dieser Zeit seit 1884 Mitglied des Reichstages und vertrat dort für die Nationalliberale Partei den Wahlkreis Bochum und später den Wahlkreis Bochum-Gelsenkirchen-Hattingen. Im Jahr 1890 wurde er zum Bürgermeister von Witten gewählt, 1905 wurde er der erste Oberbürgermeister der Stadt. Seit 1908 vertrat er die Stadt zudem im preußischen Abgeordnetenhaus. Während eines dienstlichen Aufenthaltes in Berlin verstarb er dort am 5. Mai 1911. Er wurde unter großer Anteilnahme der Bevölkerung beigesetzt. Ein bis in die heutige Zeit reichendes Verdienst Gustav Haarmanns war der Erwerb des Geländes um den Hohenstein, dem bedeutendsten Naherholungsgebiet der Stadt. Der ihm gewidmete Pavillon, der sogenannte Haarmannstempel, wurde allerdings von seinem Bruder privat finanziert, nachdem der Versuch einer Spendenfinanzierung gescheitert war.
Sein Nachfolger im preußischen Abgeordnetenhaus wurde der Lindener Bergwerksdirektor Karl Knupe.